# Alexandrium (fort)

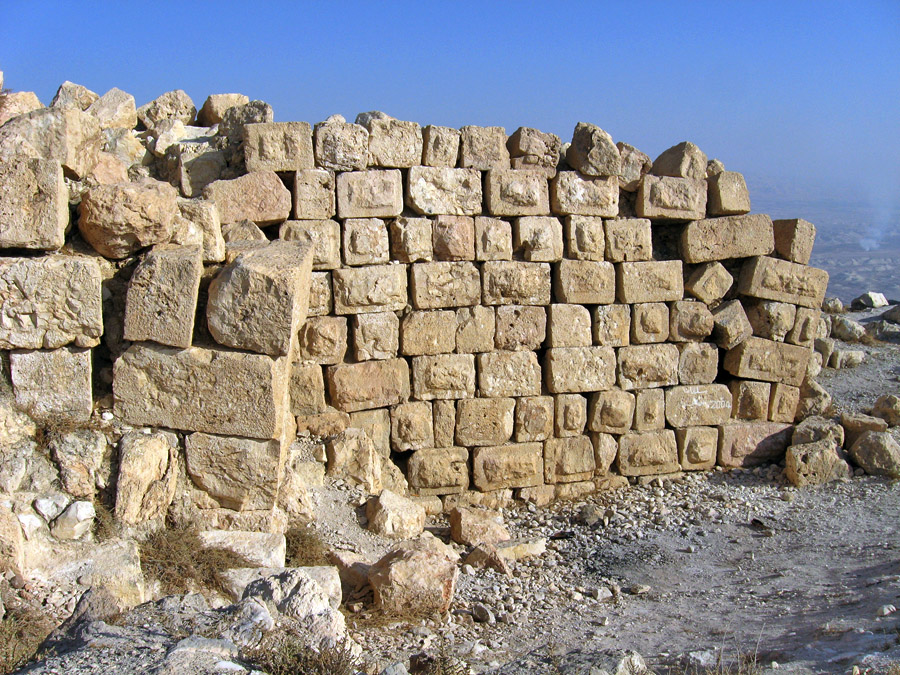
Op Sartaba gevonden muur uit de tijd van de Hasmoneeën

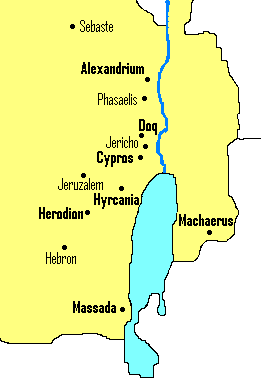
Forten van Herodes de Grote

Alexandrium was een fort van de Hasmoneeën en later van Herodes de Grote. Het lag op de westelijke oever van de Jordaan tussen Jericho en Bet San, op de plaats van de tegenwoordig zo genoemde berg Sartaba. Van al Herodes' forten was Alexandrium het meest noordelijk gelegen. De burcht was strategisch gelegen op een berg met steile hellingen, die een goed uitzicht bood over de omgeving.

## Hasmonees Alexandrium
Oorspronkelijk was Alexandrium een sterk Hasmonees fort, gebouwd door Alexander Janneüs, die de vesting naar zichzelf had genoemd. Alexander Janneüs werd hier ook begraven. Evenals in Machaerus en Hyrcania bewaarden de Hasmonese vorsten kostbaarheden in dit fort.
In de spanningen die in 63 v.Chr. ontstonden tussen de Romeinse generaal Pompeius en Aristobulus II, vluchtte Aristobulus naar Alexandrium. Dit voorkwam echter niet dat hij gevangen werd genomen en naar Rome werd gestuurd.
Aristobulus' zoon Alexander wist na verloop van tijd echter een troepenmacht te verzamelen, met de bedoeling de Hasmonese dynastie in ere te herstellen (57 v.Chr.). Hij koos Alexandrium als zijn hoofdkwartier en bracht er verdere versterkingen aan. Daarop sloeg Pompeius' legates Aulus Gabinius (bijgestaan door de toen nog jonge Marcus Antonius) het beleg om de burcht. Alexander zag zich gedwongen de vesting, samen met Machaerus en Hyrcania aan Gabinius over te geven. Gabinius verwoestte alle drie de vestingen. Het jaar daarop ontsnapte Aristobulus II uit Romeinse gevangenschap en probeerde hij, samen met zijn andere zoon Antigonus de opstand van Alexander nieuw leven in te blazen. Hij nam zijn intrek in de ruïnes van Alexandrium en was van plan deze te herbouwen. Toen hij echter vernam dat Gabinius met een leger onderweg was, nam hij de wijk naar het nog iets strategischer gelegen Machaerus (dat op dat moment overigens eveneens in puin lag), waar hij echter alsnog gevangen werd genomen.

## Herodiaans Alexandrium
Nadat Herodes de Grote koning was geworden over het Joodse land (37 v.Chr.) liet hij Alexandrium herbouwen. Hij stelde de werkzaamheden onder leiding van zijn jongste broer Pheroras, de gouverneur over Perea. Pheroras omgaf Alexandrium opnieuw met sterke muren en vermoedelijk ook torens. Hij legde een aquaduct aan voor de watervoorziening van de vesting. Bij (beperkte) opgravingen ter plaatse is bovendien een grote binnenplaats met zuilengalerijen uit deze periode blootgelegd. Volgens Flavius Josephus bleef het graf van Alexander Janneüs in Alexandrium intact. Herodes' zonen Alexander en Aristobulus werden hier na hun executie op last van Herodes begraven, omdat zij via hun moeder van Alexander Janneüs afstamden.
Alexandrium werd door de Romeinen verwoest tijdens de Joodse Opstand.

## Primaire bronnen
- Flavius Josephus, BJ boek 1, 134, 160-168, 308, 551
- Flavius Josephus, Ant boek 13, 417; boek 14, 49, 83-92, 419; boek 15, 185; boek 16, 13, 317, 394